# Мозган Павло Дмитрович

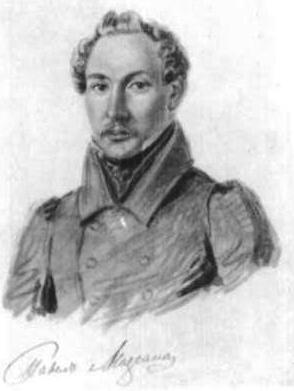
Мозган Павло Дмитрович, грудень 1832 — січень 1833 року. Акварель Бестужева М. О. Автограф Мозгана.

Мозган Павло Дмитрович (Мазгана, Мазган) (1802 — 8 листопада 1843) — декабрист, підпоручик  Пензенського піхотного полку.

## Біографія
З  дворян міста  Феодосії. Грек. Батько — колезький радник (помер до 1826 року), мати — у другому шлюбі за колезьким асесором Римаренковим, їм належав у Феодосії кам'яний будинок з 7 лавками, що знаходилися у заставі. Виховувався у Феодосійському повітовому училищі, звідки випущений в 1817 році і до вступу в службу перебував при батьках. У службу вступив підпрапорщиком в Пензенський піхотний полк — 17 вересня 1818 року, портупей-прапорщик — 12 вересня 1821 року, прапорщик — 17 липня 1823 року, підпоручик — 4 червня 1825 року.
Член  Товариства об'єднаних слов'ян з квітня 1825 року.
Наказ про арешт від 5 лютого 1826 року, доставлений з Житомира до Петербурга на головну гауптвахту — 18 лютого, 19 лютого 1826 року переведений у  Петропавловську фортецю. Визнаний винним у тому, що був на нарадах у  Андрієвича, погоджувався на введення представницького правління, щоб викоренити імператорську родину. Після  повстання Чернігівського полку умовляв рядових солдатів не діяти проти повсталих.
Засуджений за IV розряду і по конфірмації 10 липня 1826 року засуджений до каторжних робіт на 12 років, термін скорочений до 8 років — 22 вересня 1826 року. Відправлений з Петропавлівської фортеці до Сибіру — 24 січня 1827 року. Покарання відбував у Читинському острозі і Петровському заводі. Після відбуття терміну в 1832 році звернений на поселення в село Балахтинське Ачинського округу Єнісейської губернії (сучасне селище Балахта). У 1838 році відправлений рядовим у війська Окремого кавказького корпусу, зарахований до Тіфліського єгерського полку. Вбитий при взятті горцями форту Гергебіль.